# Love Sosa
Love Sosa este cel de-al doilea single al rapperului Chief Keef de pe albumul său de studio de debut Final Rich (2012). A fost lansat pe 18 octombrie 2012. Piesa a fost produsă de Young Chop și scrisă atât de el, cât și de Chief Keef.Videoclipul muzical însoțitor a fost regizat de Duan Gaines, mai cunoscut sub numele de DGainz. Filmul îl prezintă pe Cheef Keef și colectivul său care se interpretează în fața camerei în timp ce se află în interiorul unei case. Videoclipul a fost lansat pe 18 octombrie 2012, în aceeași zi în care a fost lansat single-ul.

## Trecut
Piesa a fost "leaked" pe internet neterminată în 2012 și, aproximativ o săptămână mai târziu, a fost "leaked" în versiunea completă. Piesa a fost lansată prin iTunes câteva săptămâni mai târziu.

## Clip muzical
Videoclipul, regizat de DGainz, a fost filmat și lansat pe 18 octombrie 2012. A fost filmat în același loc cu videoclipul pentru primul single al lui Chief Keef "I Don't Like". Videoclipul a fost filmat în partea de sud a orașului Chicago. Videoclipul are peste 140 de milioane de vizualizări pe YouTube.

## Remix
Deși un remix oficial nu a fost lansat încă, în decembrie 2012, producătorul piesei Young Chop a declarat că Drake și French Montana ar putea apărea pe o altă versiune a melodiei.Pe 16 ianuarie 2013, artiștii MMG,Rick Ross și Stalley au lansat un freestyle peste instrumentalul „Love Sosa”.

## Recepție
Complex a numit piesa # 20 din cele mai bune 50 de melodii din 2012. Rapperul Drake a lăudat piesa pe Twitter, spunând că a ascultat-o de 130 de ori în 3 zile. Chief Keef a anunțat că „Love Sosa” va fi pe Grand Theft Auto V, totuși se dovedeste a fi neadevărat.